# Gräfinau-Angstedt

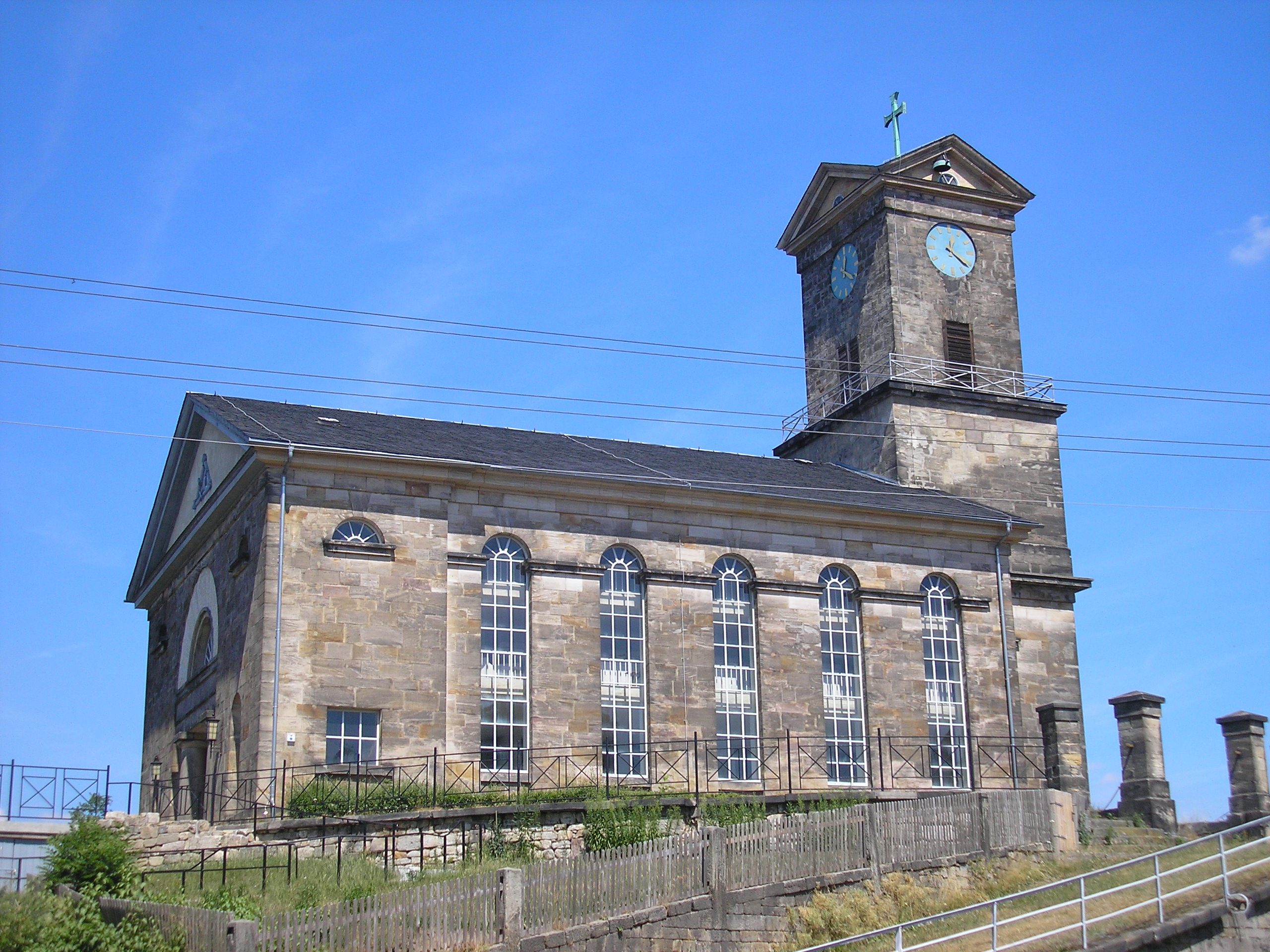
Kirche

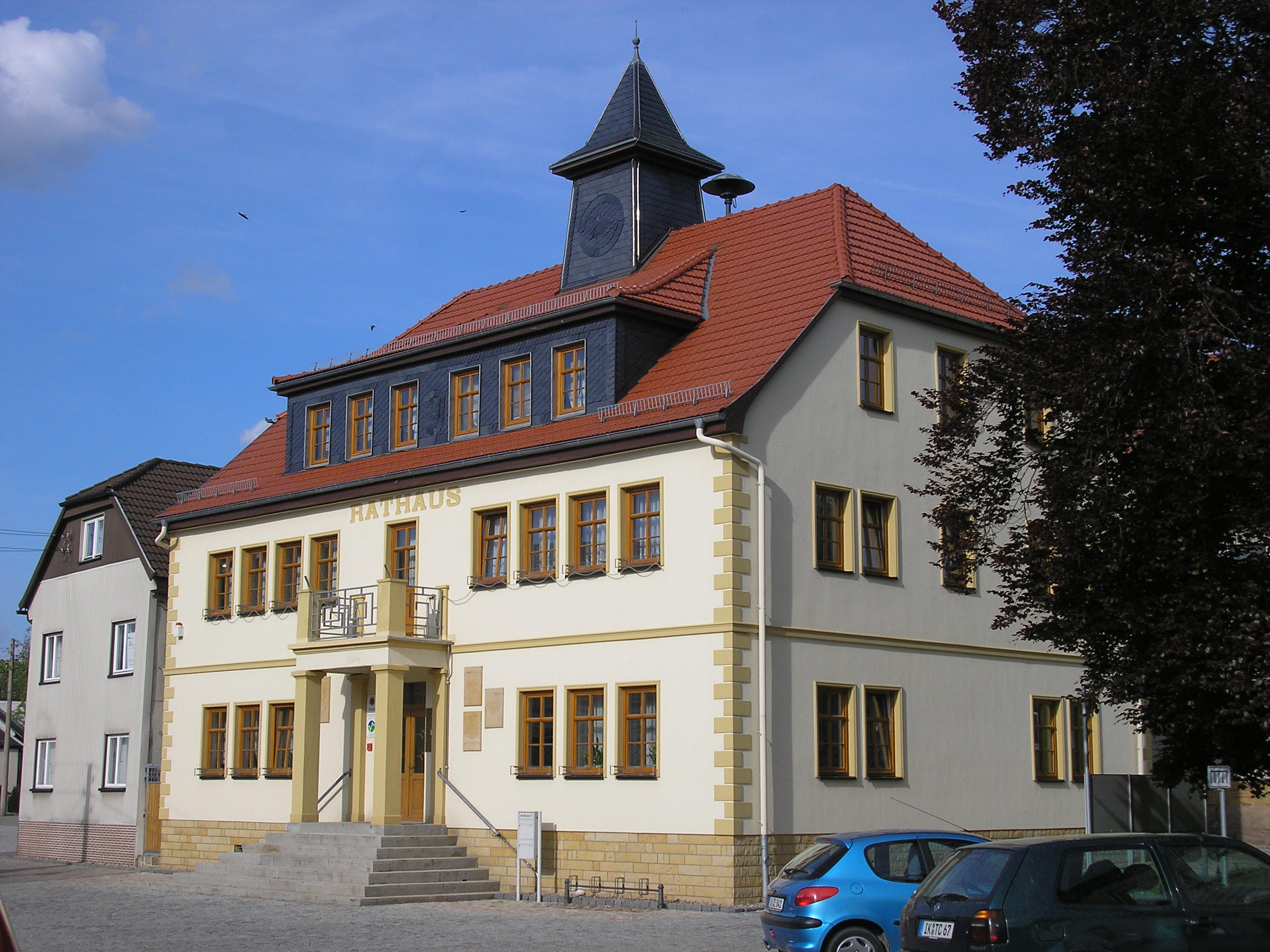
Rathaus

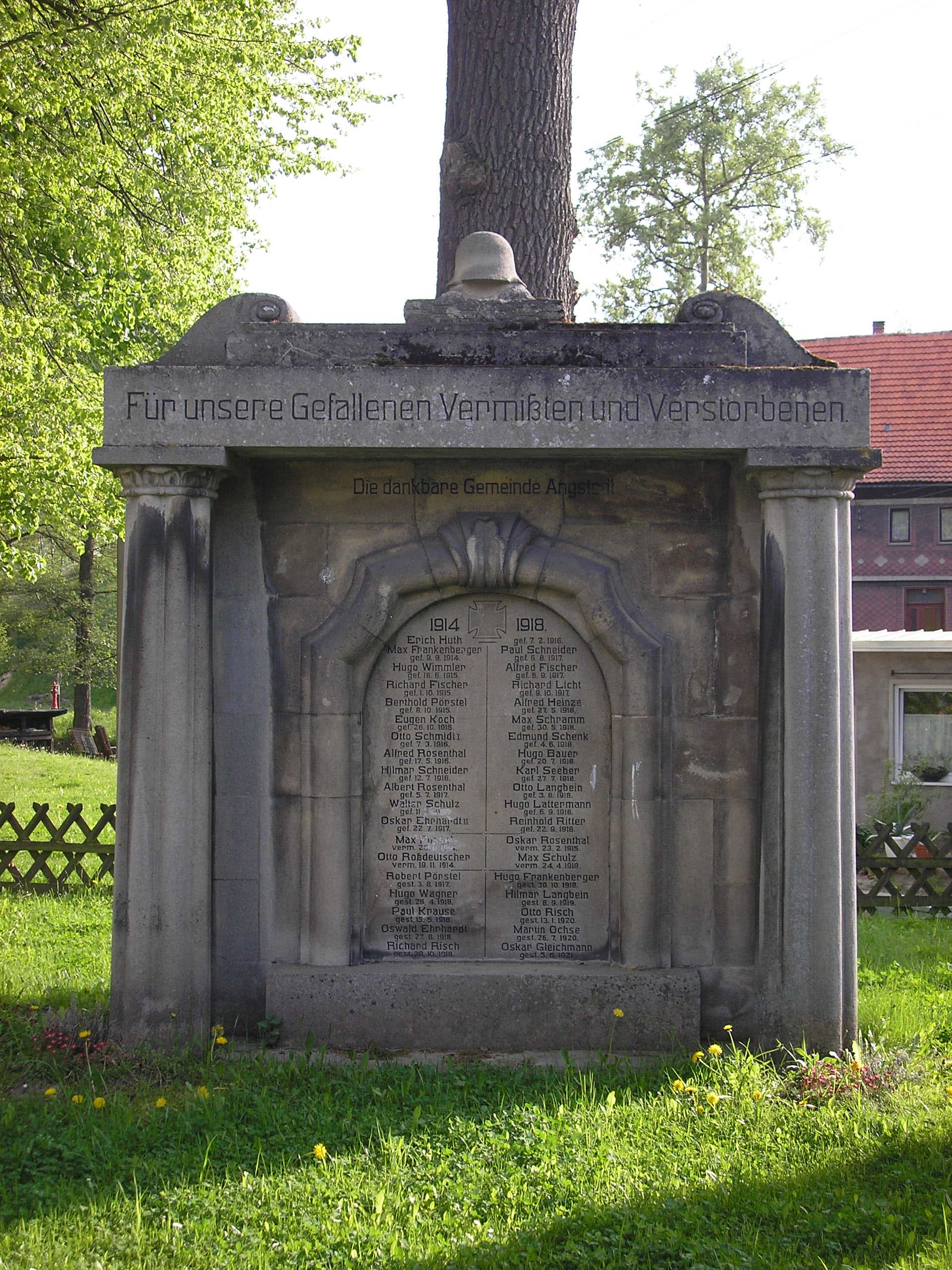
Denkmal der Gefallenen des Ersten Weltkriegs

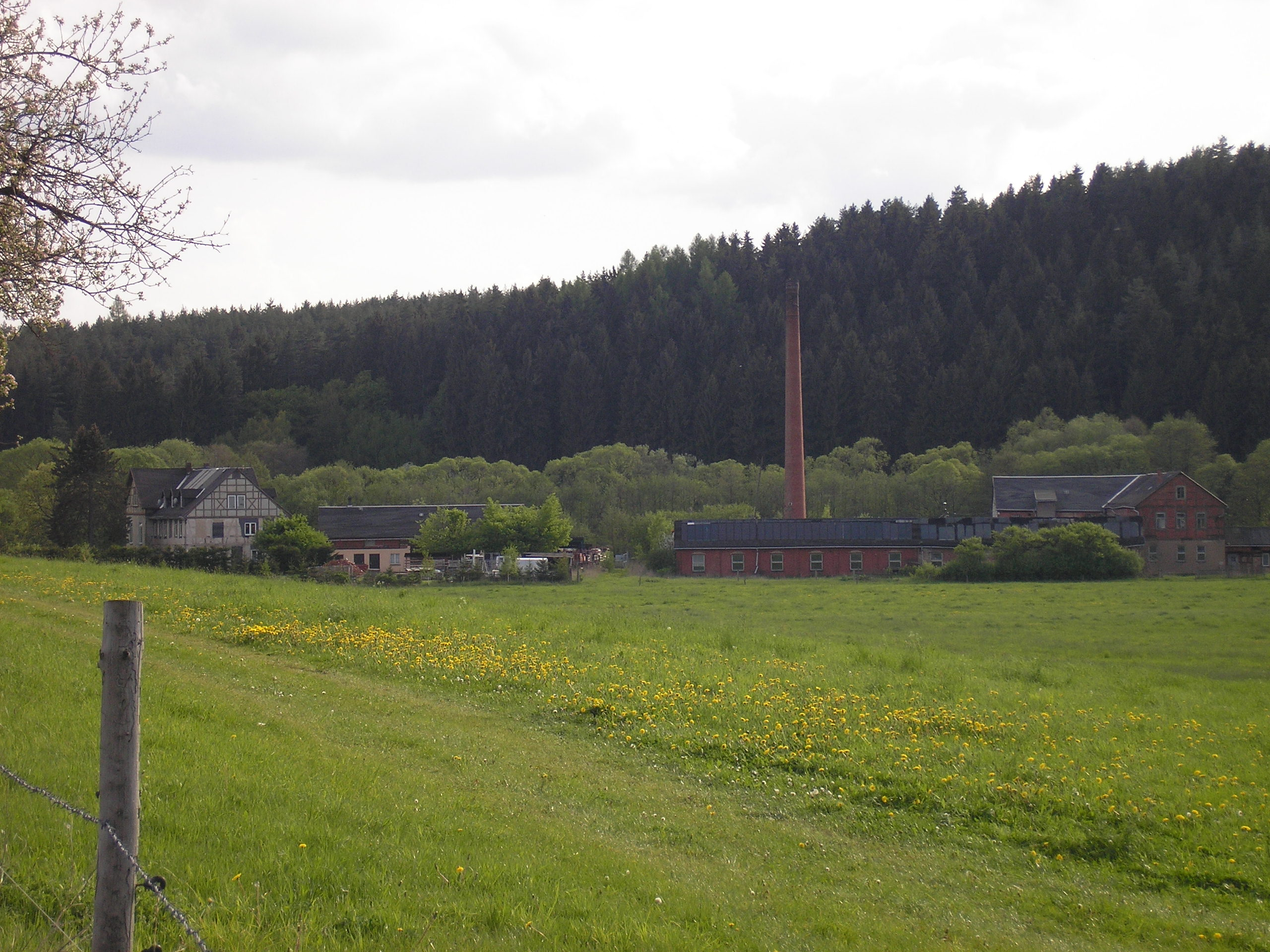
Annawerk

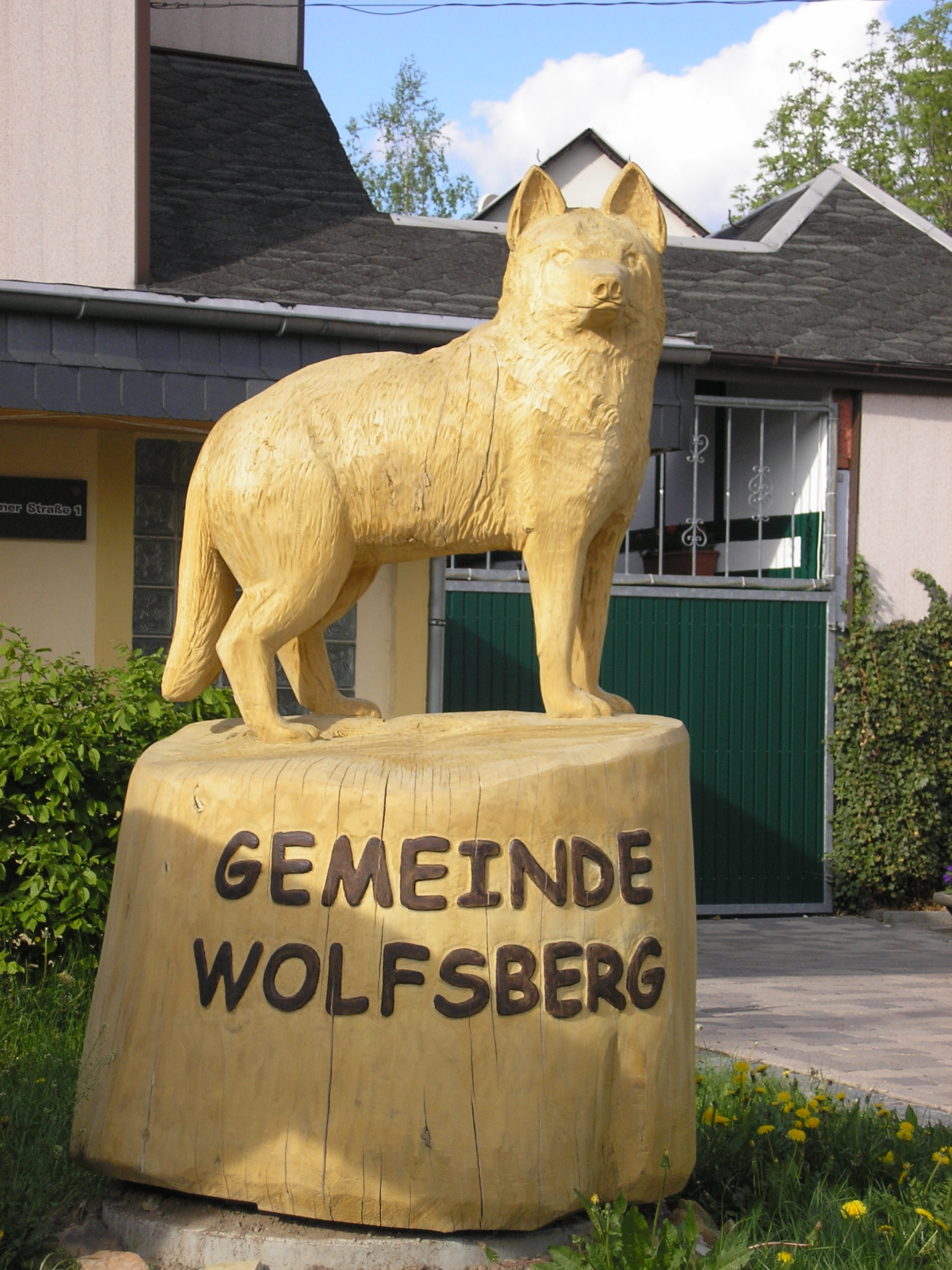
Statue auf dem Marktplatz

Gräfinau-Angstedt ist ein Ort im Ilm-Kreis in Thüringen. Es ist ein Ortsteil der Stadt Ilmenau. Im lokalen Dialekt wird der Ort Granowwe genannt.

## Geografie
Gräfinau-Angstedt liegt im Ilmtal, rund sechs Kilometer östlich der Kernstadt von Ilmenau. Das Tal ist hier etwa 1500 Meter breit und erstreckt sich in Nord-Süd-Richtung. Der Ort liegt in etwa 400 m ü. NHN. Westlich erhebt sich der 527 Meter hohe Wolfsberg, der Namensgeber der früheren Gemeinde Wolfsberg ist. Östlich liegen der 487 Meter hohe Hopfberg sowie der 498 Meter hohe Brandberg, die zum Klosterforst Paulinzella gehören.
Gräfinau ist ein Reihendorf, während Angstedt ein Haufendorf ist. Die beiden Dorfkerne liegen nur 200 Meter voneinander entfernt und werden nur durch die Ilm getrennt, sind heute aber so weit zusammengewachsen, dass man nicht mehr erkennen kann, dass Gräfinau-Angstedt aus zwei Siedlungen entstand.
Westlich des Ortes verläuft die Wümbachtalbrücke der Schnellfahrstrecke Nürnberg–Erfurt.
Zwei Kilometer nördlich des Ortes liegt Lehmannsbrück, ein Hof, der früher als Altenheim genutzt wurde. Er besteht aus mehreren Wohnhäusern, die heute alle privat genutzt werden.
Anderthalb Kilometer südlich von Gräfinau-Angstedt liegt das Annawerk, eine Relaisfabrik, die seit 1990 stillgelegt ist. Es steht in der Nähe der Mündung der Wohlrose in die Ilm. Eine Mühlkanal-ähnliche Abzweigung der Wohlrose speiste einst das Werk mit Wasserenergie. Sie liegt heute (April 2013) trocken.

## Geschichte
Die beiden Orte Gräfinau und Angstedt wurden genau wie die anderen Orte der ehemaligen Wolfsberggemeinde im Jahre 1282 erstmals erwähnt. Der Name Gräfinau geht aus dem Namen graeflich Ouwe (gräfliche Aue) zurück. Die betreffenden Grafen waren vermutlich die Käfernburger, die im 13. Jahrhundert über dieses Gebiet herrschten. Der Name Angstedt leitet sich vom Familiennamen Ank ab. Im 13. Jahrhundert wurde in Angstedt eine erste Kirche gebaut. Der heutige Kirchbau stammt aus den Jahren 1827 bis 1831. Die Gräfinauer Bürger besaßen auch ein kirchenähnliches Gebäude, welches später weitere Funktionen hatte. Es wurde beispielsweise als Schule und Vereinshaus genutzt.
Gräfinau-Angstedt entstand 1924 aus der Vereinigung des zum Schwarzburg-Rudolstädter Amt Stadtilm gehörenden Dorfes Gräfinau westlich der Ilm und des zum Schwarzburg-Sondershäuser Amt Gehren gehörenden Dorfes Angstedt östlich der Ilm. Bis zur Auflösung des Landes Thüringen am 25. Juli 1952 gehörte Gräfinau-Angstedt zum Landkreis Arnstadt. Anschließend wurde der Ort dem Kreis Ilmenau im Bezirk Suhl zugeordnet. 1994 wurden die Kreise Ilmenau und Arnstadt zum Ilm-Kreis vereinigt, dem der Ort angehört. Gräfinau-Angstedt schloss sich am 6. April 1994 mit Bücheloh und Wümbach zur neuen Gemeinde Wolfsberg zusammen. Diese wurde am 6. Juli 2018 mit weiteren Gemeinden in die Stadt Ilmenau eingegliedert.
Die Einwohner Gräfinau-Angstedts gehören überwiegend der evangelisch-lutherischen Kirche an.
Auf dem Gemeindegebiet befand sich die Wüstung Dietrichswinde.

### Einwohnerentwicklung
- 1832: 1360 Einwohner in 220 Gebäuden
- Gräfinau 1863: 959 Einwohner
- Angstedt 1887: 824 Einwohner
- 1910: 2139 Einwohner
- 1977: 2655 Einwohner
- 2004: 2223 Einwohner

## Wappen
Blasonierung: „Von Blau über Rot geteilt mit einem silbernen Wellenbalken, oben schwebend das Brustbild eines goldenen Engels, unten schwebend ein goldener Krebs.“
Der Krebs, bereits 1685 in einem Siegel nachweisbar, steht für den Ortsteil Gräfinau und symbolisiert die ehemals intensiv betriebene Fischerei in der Ilm. Der Engel als redendes Element steht für den Ortsteil Angstedt. Der die beiden Ortsteile trennende Fluss Ilm wird im Wappen heraldisch durch den Wellenbalken umgesetzt.
Das Wappen wurde vom Heraldiker Frank Diemar gestaltet und am 25. Mai 1993 genehmigt.

## Kultur und Sehenswürdigkeiten
- Gräfinau-Angstedt weist ein aktives Vereinsleben auf. Praktisch jeder Einwohner gehört einem der 20 im Ort beheimateten Vereine an. Besonders bekannt für ihre Aktivitäten sind der Wanderverein, der Gräfinauer Kirmesverein und der Karnevalsverein (GCV).
- Die Kirche St. Maria wurde 1830 von einem unbekannten Baumeister erbaut. Sie ist Nachfolger der Kirche von 1231, die Maria, Nicolai und Allerheiligen geweiht war, und steht auf einer Anhöhe. Im gleichen Jahr entstand die Orgel aus der Werkstatt von Johann Friedrich Schulze. Die für den ländlichen Raum untypische klassizistische Bauweise und Innenausstattung wird der Schinkelschen Schule zugeordnet. Die große Bronzeglocke stammt aus dem Jahr 1512, die beiden kleineren sind jüngeren Datums. Mitte der 1990er Jahre bekam der Turm wegen der Verkehrsbelastung Risse, und das Gebäude wurde umfangreich restauriert.[3] Die Kirche weist deutliche Ähnlichkeiten zu der in Siebleben stehenden, in 1827 errichteten Sankt-Helena-Kirche auf. Vielleicht hatten die beiden Kirchen den gleichen Architekt.
- Die Heimatstube, die einen kurzen Einblick in die Geschichte Gräfinau-Angstedts bietet.[4]
- Gräfinau-Angstedt liegt am Ilmtal-Radweg.
- Im Volksmund wird der Ortsteil Gräfinau Granowwe genannt.

## Politik
Ortsteilbürgermeisterin ist seit den Kommunalwahlen in Thüringen am 26. Mai 2019 Claudia Gorzelitz. Sie wurde als einzige Bewerberin mit 73,3 % der abgegebenen gültigen Stimmen gewählt. Die Ortsteilbürgermeisterin bildet zusammen mit acht weiteren Mitgliedern den Ortsteilrat.
Ehemaliger hauptamtlicher Bürgermeister der Gemeinde Gräfinau-Angstedt war von 1969 bis 1990 Werner Ruhlig, und von 1990 bis 1994 Georg Juchheim. Nach der Bildung der Gemeinde Wolfsberg 1994 verfügte Gräfinau-Angstedt nicht über einen eigenen Ortsteilbürgermeister, da der hauptamtliche Bürgermeister von Wolfsberg seinen Sitz im Ort hatte. Nach die Eingemeindung nach Ilmenau 2018 war vorübergehend bis zum Mai 2019 ein gemeinsamer Ortsteilbürgermeister für die 3 Orte der ehemaligen Gemeinde Wolfsberg verantwortlich.

## Wirtschaft und Verkehr
Die Wirtschaft in Gräfinau-Angstedt wird von der Landwirtschaft geprägt. Vorherrschend ist die Milchviehzucht auf Weiden entlang des Ilmtals. Die meisten Einwohner pendeln jedoch zur Arbeit ins nahe gelegene Ilmenau. Im Südosten des Ortes befindet sich das Gewerbegebiet In den Langen Lehden.
In der Nähe des Ortes befindet sich der Bahnhof Ilmenau-Wolfsberg an der Schnellfahrstrecke Nürnberg–Erfurt, welcher als reiner Betriebsbahnhof dient. Auf der Strecke findet seit 2024 auch Regionalverkehr statt, ein Halt in Ilmenau-Wolfsberg ist jedoch nicht vorgesehen.
Gräfinau-Angstedt besitzt Straßenverbindungen nach Ilmenau über Wümbach, nach Gehren (Landesstraße 1047), nach Pennewitz, nach Cottendorf und zum Traßdorfer Kreuz an der Landesstraße 3087, einem früheren Teilstück der B87. Der ÖPNV wird durch die Buslinien 305 (Ilmenau – Gehren) und 320 (Gräfinau – Stadtilm) der IOV Omnibusverkehr GmbH Ilmenau realisiert.

## Persönlichkeiten
- Anton Ludwig Ernst Trutschel (1787–1869), Organist und Komponist, in Gräfinau geboren
- Edmund Bruder (1845–1911), Orgelbauer in Wismar, in Angstedt geboren
- Hilmar Lauterbach (1869–1942), Kunstschmied und Ziseleur, in Gräfinau geboren